# Wilhelm Björck
Karl Anders Wilhelm Björck, född 13 oktober 1888 i Barsebäcks församling, Skåne, död 17 december 1975 i Danderyd, var en svensk marinbiolog, generaldirektör och politiker, vilken som riksdagsledamot representerade Socialdemokraterna i både Riksdagens första och andra kammare.
Björck blev filosofie kandidat vid Lunds universitet 1910, filosofie magister 1912, filosofie licentiat 1913 och filosofie doktor 1915. Därefter hade han olika lärartjänster och forskade vid Kristinebergs zoologiska station och vid Lunds universitet, i synnerhet på kräftdjuren i Öresund. År 1919 blev han undervisningsråd i Skolöverstyrelsen, och lämnade då denna bana. Bland hans akademiska arbeten märks Sveriges djurvärld i två delar som utkom i två upplagor på Bonniers förlag samt flera verk om det marina livets systematik. 
Åren 1917–1920 var Björck ledamot i andra kammaren och deltog där i statsutskottet. Motionen om ett rasbiologiskt institut skrevs 1920 av Wilhelm Björck tillsammans med anatomiprofessorn i Uppsala, Vilhelm Hultkrantz, Herman Lundborg, som senare skulle bli chef för institutet, samt dennes förtrogne Robert Larsson.  Åren 1927-38 var Björck ledamot i första kammaren, och även då var han ledamot av statsutskottet, men också av särskilda utskott. Under många år satt han också i stadsfullmäktige i Djursholm och var landstingsman.
Åren 1934-38 var Björck statssekreterare i socialdepartementet och blev därefter chef för statskontoret och generaldirektör.
Vid sidan av sin ordinarie tjänst ingick Björck i flera styrelser och nämnder, bland annat Exportkreditnämnden, och tremannanämnden för statens upplysningsverksamhet. Han var ordförande i delegationen för internationella socialpolitiska samarbetet från 1940, och ingick som sakkunnig i flera statliga kommissioner och utredningar, till exempel 1943 års utredning rörande riksdagens arbetsformer, omorganisationen av Lantbruksstyrelsen och docentinstitutionen, och i skolkommissionen, vars betänkande han var huvudförfattare till. 
Han var regeringens ombud vid ILO-konferenserna 1938, 1939, och 1945–1960, ingick i ILO:s industrikommission 1945-55, samt i Europarådets sociala kommission från 1954. Han skrev ett flertal artiklar i socialdemokratiska tidningar.
År 1956 förlänades Björck Illis quorum i 12:e storleken. 
Wilhelm Björck var son till kyrkoherden Carl Gustav Björck (1847–1905) och Hedda Wilhelmina Eurenius (1859–1914), som var dotter till hovfotograf Wilhelm Abraham Eurenius. Han gifte sig 1915 med filosofie licentiat Lizzie Petterson, med vilken han fick sonen Gunnar Biörck och dottern filosofie kandidat Birgit Björck, som gifte sig med Nils Andrén. Wilhelm Björck är begraven på Djursholms begravningsplats.